# Komise staré Paříže
Komise staré Paříže (fr. Commission du Vieux Paris) je odborná poradní komise, kterou založil v roce 1897 tehdejší prefekt Justin Germain Casimir de Selves. Komise sídlí od roku 2004 v městském paláci Hôtel Cromot du Bourg na adrese Rue Cadet č. 9 v 9. obvodu. Předsedou komise je pařížský starosta. Jejím hlavním úkolem je podílet se na politice územního plánování v Paříži jako poradní sbor.

## Činnost
Komise se věnuje zejména zachování památek v Paříži, které nejsou chráněny jako historické památky a archeologických nalezišť. Komise se schází jednou za měsíc, aby posoudila demoliční povolení zaslaná na Ředitelství územního plánování města Paříže, kterých je ročně zhruba 1000, a projednala záležitosti pařížských kulturních památek jako jsou studie proveditelnosti při přestavbách a rekonstrukcích apod.
Komise má 55 členů s různou odborností: vědci, novináři odborných časopisů, předsedové sdružení, volení zastupitelé radnic a zástupci státní správy.
Komise od roku 2004 vydává dvakrát ročně časopis Paris Patrimoine: Histoire de l'architecture et archéologie
(Pařížské dědictví: Dějiny architektury a archeologie), který navazuje na časopis Cahiers de la Rotonde vydávaný v letech 1978–2001. Zprávy ze zasedání jsou od roku 2006 k dispozici na internetových stránkách města Paříže.